# Rieaktor Niżniekamsk
Rieaktor Niżniekamsk (ros. Реактор Нижнекамск) – rosyjski klub hokeja na lodzie juniorów z siedzibą w Niżniekamsku.

## Historia
- Nieftiechimik 2 Niżniekamsk (-2009)
- Rieaktor Niżniekamsk (2009-)

Od 2009 drużyna występuje w rozgrywkach juniorskich MHL.
Zespół działa w strukturze klubu Nieftiechimik Niżniekamsk z seniorskich rozgrywek KHL.

## Sukcesy
- Pierwsze miejsce w Konferencji Wschód w sezonie zasadniczym MHL: 2017
- Pierwsze miejsce w sezonie zasadniczym MHL: 2017
- Finał o Puchar Charłamowa: 2017
- Srebrny medal MHL: 2017

## Szkoleniowcy
- Wiaczesław Kasatkin (2009-2010)[3]
- Aleksandr Sokołow (2010-2012)[4][5]
- Ajrat Kadiejkin (2012-2013)[6]
- Aleksandr Sokołow (2013-2017)[7][8][9][10]
- Wiaczesław Kasatkin (2017-2022)[11][12][13][14][15]
- Igor Fiodorow (2022-)[15]